# Episodi di Balko (prima stagione)
La prima stagione della serie televisiva Balko è stata trasmessa in anteprima in Germania dalla RTL Television tra il 19 marzo 1995 e il 4 luglio 1995.
| nº | Titolo originale         | Titolo italiano | Prima TV Germania | Prima TV Italia |
| -- | ------------------------ | --------------- | ----------------- | --------------- |
| 1  | Gotcha - Ich hab' dich!  |                 | 19 marzo 1995     |                 |
| 2  | Der Kampf der Hähne      |                 | 21 marzo 1995     |                 |
| 3  | Filmriss                 |                 | 28 marzo 1995     |                 |
| 4  | Die Bürgerwehr           |                 | 4 aprile 1995     |                 |
| 5  | Das Schweigen der Hämmer |                 | 18 aprile 1995    |                 |
| 6  | Grand mit Viren          |                 | 25 aprile 1995    |                 |
| 7  | Krieg der Sterne         |                 | 2 maggio 1995     |                 |
| 8  | Ein Cop aus Moskau       |                 | 9 maggio 1995     |                 |
| 9  | Keine müde Mark          |                 | 16 maggio 1995    |                 |
| 10 | Killerehre               |                 | 23 maggio 1995    |                 |
| 11 | Steakhouse-Tango         |                 | 30 maggio 1995    |                 |
| 12 | Die Angst des Torwarts   |                 | 6 giugno 1995     |                 |
| 13 | Die Unschuld vom Lande   |                 | 13 giugno 1995    |                 |
| 14 | Hotline                  |                 | 20 giugno 1995    |                 |
| 15 | Bon Voyage               |                 | 27 giugno 1995    |                 |
| 16 | Sterne lügen nicht       |                 | 4 luglio 1995     |                 |